# Нанюет (Нью-Йорк)
Нанюет (англ. Nanuet) — переписна місцевість (CDP) в США, в окрузі Рокленд штату Нью-Йорк. Населення — 18 886 осіб (2020).

## Географія
Нанюет розташований за координатами 41°5′44″ пн. ш. 74°0′55″ зх. д. / 41.09556° пн. ш. 74.01528° зх. д. (41.095556, -74.015396).  За даними Бюро перепису населення США в 2010 році переписна місцевість мала площу 14,08 км², з яких 14,07 км² — суходіл та 0,01 км² — водойми.

### Клімат
| Клімат : Нанюет       | Клімат : Нанюет | Клімат : Нанюет | Клімат : Нанюет | Клімат : Нанюет | Клімат : Нанюет | Клімат : Нанюет | Клімат : Нанюет | Клімат : Нанюет | Клімат : Нанюет | Клімат : Нанюет | Клімат : Нанюет | Клімат : Нанюет | Клімат : Нанюет |
| Показник              | Січ.            | Лют.            | Бер.            | Квіт.           | Трав.           | Черв.           | Лип.            | Серп.           | Вер.            | Жовт.           | Лист.           | Груд.           | Рік             |
| Середній максимум, °C | 3,3             | 5,6             | 10,6            | 16,7            | 22,2            | 27,2            | 29,4            | 28,3            | 24,4            | 18,3            | 12,2            | 6,1             | 17,1            |
| Середній мінімум, °C  | −5,6            | −4,4            | −1,1            | 3,9             | 9,4             | 14,4            | 17,2            | 16,7            | 12,8            | 6,7             | 2,2             | −2,8            | 5,8             |
| Норма опадів, мм      | 97              | 85              | 114             | 115             | 113             | 111             | 118             | 114             | 122             | 116             | 108             | 111             | 1324            |
| --------------------- | --------------- | --------------- | --------------- | --------------- | --------------- | --------------- | --------------- | --------------- | --------------- | --------------- | --------------- | --------------- | --------------- |
| Джерело:              |                 |                 |                 |                 |                 |                 |                 |                 |                 |                 |                 |                 |                 |

## Демографія
Згідно з переписом 2010 року, у переписній місцевості мешкали 17 882 особи в 6504 домогосподарствах у складі 4490 родин. Густота населення становила 1270 осіб/км².  Було 6824 помешкання (485/км²).
Расовий склад населення:
| - 66,0 % — білих - 14,9 % — чорних або афроамериканців - 12,4 % — азіатів - 0,2 % — корінних американців - 4,1 % — осіб інших рас |

До двох чи більше рас належало 2,3 %. Частка іспаномовних становила 13,7 % від усіх жителів.
За віковим діапазоном населення розподілялося таким чином: 22,2 % — особи молодші 18 років, 61,4 % — особи у віці 18—64 років, 16,4 % — особи у віці 65 років та старші. Медіана віку мешканця становила 41,6 року. На 100 осіб жіночої статі у переписній місцевості припадало 89,4 чоловіків;  на 100 жінок у віці від 18 років та старших — 85,7 чоловіків також старших 18 років.
Середній дохід на одне домашнє господарство  становив 104 547 доларів США (медіана — 89 650), а середній дохід на одну сім'ю — 123 712 долари (медіана — 107 622). Медіана доходів становила 61 754 долари для чоловіків та 63 077 доларів для жінок. За межею бідності перебувало 5,1 % осіб, у тому числі 5,4 % дітей у віці до 18 років та 5,2 % осіб у віці 65 років та старших.
Цивільне працевлаштоване населення становило 9787 осіб. Основні галузі зайнятості: освіта, охорона здоров'я та соціальна допомога — 29,4 %, роздрібна торгівля — 14,0 %, науковці, спеціалісти, менеджери — 9,4 %, виробництво — 8,2 %.